# TimeShift
 (novembre 2018).
Si vous disposez d'ouvrages ou d'articles de référence ou si vous connaissez des sites web de qualité traitant du thème abordé ici, merci de compléter l'article en donnant les références utiles à sa vérifiabilité et en les liant à la section « Notes et références ».
TimeShift est un jeu vidéo de tir à la première personne développé par Saber Interactive et édité par Vivendi Universal Games en 2007 sur PC (Windows), Xbox 360 et PlayStation 3.

## Système de jeu
Le gameplay de TimeShift est celui d'un jeu de tir à la première personne : le joueur évolue dans des niveaux linéaires en éliminant les ennemis sur son passage. Ces niveaux sont émaillés de quelques casse-tête ; l'originalité de TimeShift réside essentiellement dans l'utilisation de la combinaison quantique, permettant au joueur de manipuler le temps.
Cette combinaison joue un rôle crucial dans le jeu, puisqu'elle permet de ralentir, stopper ou inverser le cours du temps. Cette fonction permet au joueur de faire preuve d'imagination lors de résolution des énigmes et de l'accès à certains niveaux. Lors des combats, la combinaison permet de prendre l'avantage contre des adversaires difficiles, voire impossible à vaincre autrement.
Le joueur est amené à conduire un véhicule dans le jeu ; il s'agit d'un quad permettant de rallier des points éloignés. Le quad n'est pas armé.
Le joueur peut également prendre le contrôle d'une mitrailleuse, dans un niveau dont le but est de protéger un zeppelin.

### Personnages
Le nom du personnage que vous incarnez n'est pas révélé au cours du jeu, mais les informations au cours du chargement vous apprennent que votre personnage est un scientifique qui a été engagé pour travailler sur un projet de voyage temporel. Le jeu ne comprend que quelque personnages clés, dont le docteur Aiden Krone, qui vole la combinaison Alpha (voire la combinaison quantique), et le chef de la rébellion, Cook.

### Armes
Le joueur peut transporter 3 armes au maximum. Les armes disponibles dans le jeu restent relativement classiques :
- le KM-33, un pistolet automatique, permettant le tir simple ou en rafale de quatre balles ;
- le Karbine KM-2103, un fusil automatique doté d'un lance-grenade ;
- le fusil à dispersion, un fusil à pompe à double canon ;
- le fusil Echo, une arme de précision pour les tirs à longue portée ;
- le Thunderbolt, une arbalète à lunette tirant des projectiles explosifs ;
- le canon EMF, un fusil équipé de projectiles de magnésium ;
- le Bloodhound, un lance-roquette à guidage manuel ;
- le Hell-fire, une arme hybride composée d'une mitraillette et d'un lance-flammes ;

De plus, le joueur peut également utiliser des grenades.

### La combinaison quantique
La combinaison quantique existe en deux exemplaires. Le premier prototype, la combinaison Alpha, ne sert qu'au voyage dans le temps. Elle n'est équipée d'aucune fonction de combat, ni de la fonction de retour automatique permettant d'éviter la formation d'un paradoxe temporel. La combinaison est dérobée par Krone au début du jeu.
Le deuxième prototype, la combinaison Bêta, a été développé pour répondre à des applications militaires, ce qui en fait une combinaison de combat. Elle intègre notamment un champ de force protégeant son porteur et le système d'intelligence artificielle SSAM (Strategic System for Adaptable Metacognition), fournissant des données tactiques. Le système de retour automatique est également une des fonctions de ce prototype.
La combinaison quantique permet non seulement de voyager dans le temps, mais également de manipuler le flux temporel local de trois manières différentes :
- Ralentissement : le flux temporel ralenti, permettant au porteur de la combinaison de se déplacer plus vite ;
- Arrêt : l'environnement est totalement figé ; les fluides tels que l'eau sont gelés, permettant au porteur de marcher dessus, les flux de particules, comme l'électricité (à l'exception des lasers), n'ont aucun effet ;
- Inversion : la polarité du flux temporel est inversé, ce qui a pour effet de remonter le temps.

## Univers du jeu

### Contexte
Le joueur incarne un scientifique travaillant sur un programme de recherche sur le voyage dans le temps baptisé NEXTT (Next-Gen Engineering for the Exploration of Time Travel, ingénierie de prochaine génération pour l'exploration et le voyage temporel), dirigé par le docteur Aiden Krone. Ce programme pluridisciplinaire (incluant notamment des domaines tels que la thermodynamique, les mathématiques statistiques avancés, et la mécanique & électrodynamique quantique, entre autres), sera à l'origine d'une innovation révolutionnaire : la combinaison quantique, rendant possible le voyage dans le temps. Une fois cette combinaison au point, Krone va s'emparer d'un des deux prototypes et détruire le laboratoire de recherche. Le joueur aura juste le temps d'endosser le deuxième prototype et de tenter d'éviter la destruction du centre, en effectuant un voyage dans le passé.

### Déroulement de l'histoire
L'action commence alors que le joueur se retrouve dans une époque alternative, dans laquelle Krone est devenu le Magistrat, un tyran ayant pris le pouvoir et traquant sans relâche une résistance qui essaie tant bien que mal de le renverser.
L'objectif du joueur est alors de retrouver Krone, de l'empêcher de nuire et de regagner son époque d'origine. Pour cela, il va s'allier aux rebelles et remplir différentes missions qui lui permettront d'accomplir son objectif.